# Mördarsnigel
Mördarsnigel (Arion vulgaris), tidigare kallad spansk skogssnigel, är en art i familjen skogssniglar. Den är ungefär lika stor som svart skogssnigel (Arion ater) och har rödbruna färgnyanser. Mördarsnigeln lever av döda och levande växter, på kadaver samt av döda och skadade sniglar, även av den egna arten. I och med att den spridits passivt av människan genom att ägg och sniglar följer med transporter av plantor, jord och trädgårdsavfall så har den introducerats och etablerat sig långt utanför sitt ursprungliga utbredningsområde, och då den på många håll uppträder invasivt har den blivit till ett gissel för många odlare och i trädgårdar.

## Systematik
Mördarsnigelns vetenskapliga namn är Arion vulgaris och den tillhör alltså snigelsläktet Arion. Den är nära besläktad med svart skogssnigel (Arion ater) och har ibland beskrivits som dess underart. Mördarsnigeln identifierades felaktigt som Arion lusitanicus då den först började uppträda som invasiv art under 1950-talet, och även i senare studier. Det är komplicerat att avgöra arttillhörighet hos sniglar då färgsättning är variabel och de yttre anatomiska kännetecknen svåra att uttyda, vilket ledde till den felaktiga artbestämningen. En sentida studie av Arion lusitanicus, från platsen i Portugal där den en gång beskrevs av Jules François Mabille 1868, visar att A. lusitanicus skiljer sig från A. vulgaris vad gäller intern anatomi, form på spermatoforerna och antalet kromosomer. Eftersom den tidigaste beskrivning som kan tillskrivas den invasiva arten gjordes av Moquin-Tandon 1855 (som A. rufus var. vulgaris), föreslog Falkner et al. 2002 att denna skulle benämnas Arion vulgaris Moquin-Tandon 1855, vilket dock endast delvis implementerats och arten kallas fortfarande ofta för A . lusitanicus auct. non Mabille.

## Utbredning
Artens ursprung är oklart. Tidigare, när arten fortfarande felaktigt identifierades som Arion lusitanicus, antogs den härstamma från Iberiska halvön, det vill säga Spanien och Portugal, men senare uppgifter tyder snarare på att sniglarna har sitt ursprung i Frankrike.

### Utbredning på grund av passiv spridning
På grund av passiv spridning har mördarsnigelns utbredningsområde och populationstäthet ökat på många platser runt om i Europa. Mellan 1950 och 1980 etablerade den sig på många platser i Västeuropa. Under 1990-talet spred den sig till nya områden i Mellan- och Östeuropa på grund av den ökade handeln efter järnridåns fall. Några säkra fynd utanför Europa finns inte. Ett möjligt fynd har gjorts på Falklandsöarna 1988, men detta har inte kunnat bekräftas, eftersom det gjorda fyndet var alltför svårt skadat. Det föreligger dessutom en enda obekräftad rapport från Cornell University om ett fynd i USA i oktober 1998.

#### Utbredning och spridning i Sverige
Arten har nått Sverige med grönsaker och trädgårdsväxter och fått stor spridning. Det första dokumenterade fyndet i Sverige gjordes 1975 i Påarp nära Helsingborg. Året efter iakttogs mördarsnigel i Askim i Göteborg. Fram till mitten av 1980-talet var ökningen av fynd långsam, men från och med 1987 har ökningen och expansionen varit snabb. I början av 1980-talet observerades den i Bohuslän och Dalarna och det första kända fyndet från de östra delarna av Sverige gjordes 1983 i Sköldinge i Södermanland. Somrarna 1984 och 1985 var regniga i Göteborgstrakten och det var därifrån som de allra första rapporterna om stora antal och svår skadegörelse av växtlighet rapporterades. Trots detta gjordes inga fynd i Halland och Småland förrän 1986. 1988 kom de första rapporterna om arten från Stockholmstrakten och från början av 1990-talet började den att etablera sig längs Östersjökusten. Idag finns den på de flesta orter i Götaland och Svealand upp till mellersta Värmland och mellersta Dalarna, med kolonier längre norrut kring Östersund och Vilhelmina, men även längs  Norrlandskusten, där fynd har konstaterats ända upp till Skellefteå.

#### Utbredning och spridning i Finland
I Finland används alltjämt namnet spansk skogssnigel. Arten har observerats sedan början av 1990-talet, bland annat på Åland 1990 och Helsingfors 1994. Sedan dess har den spritt sig till hela landet utom längst i norr (enstaka fynd har dock gjorts så långt norrut som mellersta Lappland). Vanligast är den dock i Nyland och Egentliga Finland. Arten har anpassat sig förhållandevis väl till det finska klimatet; de vuxna individerna dör i regel under vintern, även om de kan övervintra i skyddade lägen eller under milda vintrar, men äggen klarar vintern. Uppgifter finns även om att unga sniglar kan övervintra. Den fortsatta spridningen av arten gynnas av klimatförändringen. Mördarsnigeln betraktas som en invasiv art, och är sedan 2020 klassificerad som livskraftig ("LC").

### Spridningsvägar

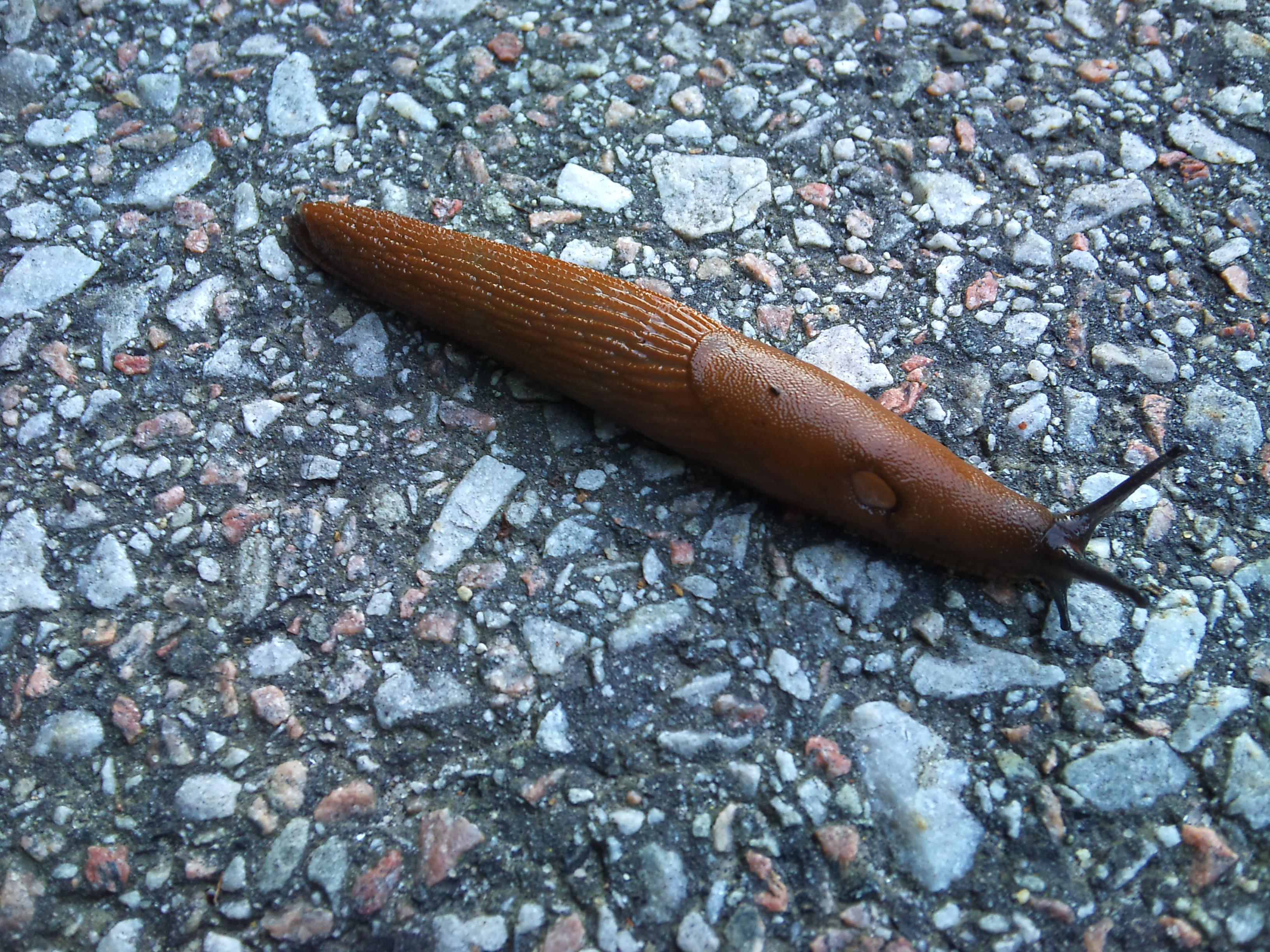
Mördarsnigel på en väg för fotgängare och mindre fordon.

Arten sprids framför allt passivt genom att ägg och sniglar följer med transporter av plantor, jord och trädgårdsavfall. I mindre områden sker även spridningen aktivt genom egna förflyttningar. Täta populationer uppträder alltid i tätbefolkade områden och man har kunnat påvisa att arten först etablerar sig i en ring runt tätorter, det vill säga i villaförorter för att sedan sprida sig in i tätorten. Därifrån har sedan populationer spridit sig och det finns idag lokalt även täta populationer i naturen långt från tätbefolkade områden.

## Utseende och anatomi
Arten är till det yttre mycket variabel. Vanligast är den enfärgat rödbrun, men den kan också ha andra bruna eller röda nyanser till orangegul. Den kan även vara nästan svart samt i sällsynta fall behålla ungarnas mörkrandiga färgteckning även som vuxna. Längden varierar mellan 6 och 14 cm.
Förväxlingsrisken med andra sniglar är stor, främst med röd skogssnigel (Arion rufus), bruna former av svart skogssnigel (Arion ater) och Arion lusitanicus. En annan snigel som ibland tros vara mördarsnigel är pantersnigel (Limax maximus) som drar uppmärksamheten till sig på grund av sitt exotiska utseende.
Snigelns brunröda färg beror på pigmentet rufin som bildas i körtelceller i huden och kan avsöndras med snigelns slem.
Då mördarsnigel är mycket variabel till det yttre och utseendemässigt också i det närmaste identisk med röd skogssnigel krävs det anatomiska undersökningar för att verkligen fastställa vilken snigelart det handlar om. Som exempel kan nämnas att av i storleksordningen 1200 exemplar som allmänheten sände in under 1980-talet till Göteborgs Naturhistoriska Museum, i tron att det var mördarsnigel, var bara cirka 40 % av den arten.

## Biologi

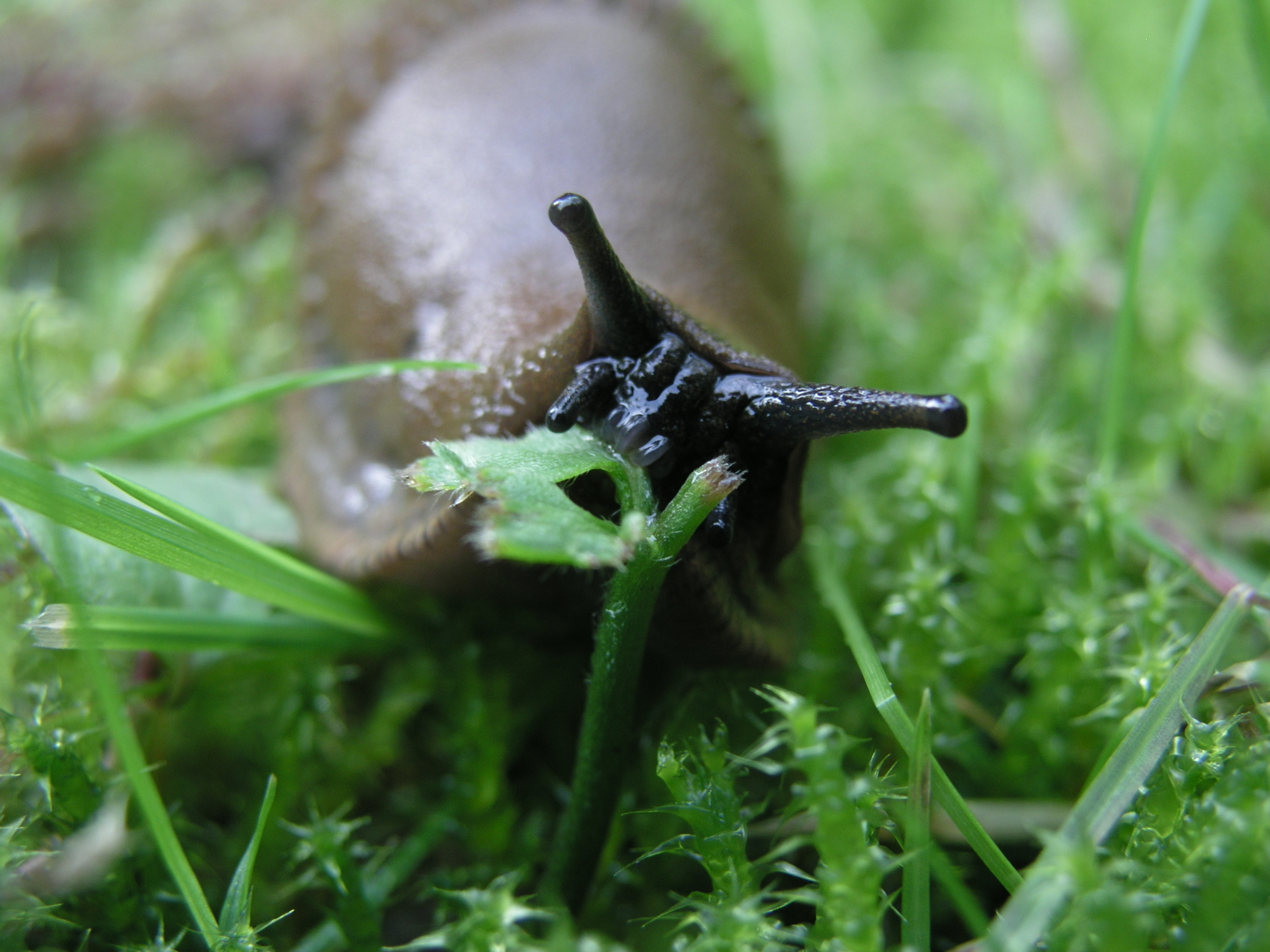
Mördarsnigel som äter.

Mördarsnigeln har en stor fortplantningspotential bland annat eftersom den är hermafrodit, alltså tvåkönad. Normalt parar sig sniglarna med varandra och utbyter då spermier, men den kan också befrukta sig själv. En annan orsak är att den producerar stora mängder ägg. Det kan räcka med att en enda individ, eller till och med ett enda ägg, kommer till en ny plats för att en ny talrik population ska uppstå. 
I Sverige är livscykeln ett år och de vuxna (adulta) individerna som fortplantar sig under sommaren och hösten dör vanligtvis i oktober. Dock övervintrar ungdjuren (juveniler), det vill säga de som inte blivit könsmogna, och gräver ner sig, på upp till 10 cm djup för att övervintra i marken. De kan också övervintra i komposter och liknade. De kommer sedan fram i april-maj och därmed kommer fortplantning och äggläggningen snabbt igång. Äggen liknar små vita kulor, 3–4 mm i diameter och läggs ofta i klumpar, vanligtvis i grupper om 20-30 stycken men även mer än 100 ägg har observerats. Äggen kläcks efter 1-2 veckor. Äggsamlingar kan hittas på olika gömda ställen i trädgården. Äggen läggs på grunt djup och återfinns som små genomskinliga pärlor vid ex ogräsrensning kring stenar och i rabatter. Sniglarna väljer ställen där äggen är skyddade mot uttorkning. De blir könsmogna efter 5-6 veckor, men detta kan ske tidigare om förhållandena är gynnsamma med fuktigt väder och god tillgång på föda. En utbredd myt gällande sniglarnas fortplantning är att en snigel lägger ägg kort före sin död. Detta är felaktigt eftersom snigeln lägger sina ägg så fort de är mogna och alltså inte bär runt på mogna ägg för att lägga dessa i dödsögonblicket. 
De är beroende av hög luftfuktighet och därför mest aktiva om natten eller dagtid vid regnväder. Vid torka håller de sig i hålor i marken. Under längre torrperioder decimeras populationen kraftigt.
Mördarsnigeln kan hybridisera med svart skogssnigel och få fullt fertil avkomma. Forskning i Tyskland visar även att likadana hybrider kan ske med röd skogssnigel. Populärt kallas hybriden för "supersnigel" eftersom den anses vara lika glupsk som mördarsnigeln och ha förmåga att tåla de svenska vintrarna.

## Mördarsnigeln och människan

### Namn
Länge var "spansk skogssnigel" det officiella trivialnamnet för arten, men när forskningen visade att Arion vulgaris inte härstammar från Iberiska halvön bedömdes namnet vara missvisande varför den officiellt fick namnet mördarsnigel. Namnbytet skedde i december 2021 men mördarsnigel har länge varit ett utbrett folkligt namn på arten och dyker upp i svensk dagspress redan kring 1990. Ursprunget till trivialnamnet är dock omtvistat, men en finsk källa anger att det kommer från att den liksom en del andra snigelarter äter as, bland annat döda och skadade individer av den egna arten. Den har även kallats "iberisk skogssnigel".

### Bekämpningsmetoder
Det finns flera sätt bekämpa mördarsnigel. Det effektivaste är att klippa huvudet av snigeln. En vass plåtbit monterad nederst på ett skaft och att hugga av den på skölden eller i mitten eller med sekatör är bäst. Andra metoder är ölfällor och att frysa ned sniglarna i en frys. Eftersom arten kannibaliserar dras andra sniglar till dödade sniglar. 
Utöver detta finns även olika former av hinder för att inte sniglarna ska nå vissa områden. Dessa hinder kan vara mekaniska, kemiska eller elektriska. Koppartejp är ett vanlig sådant hinder då kontakten mellan snigelns slem och koppar utlöser en liten elektrisk stöt som snigeln undviker. Mineralgranulat används också som snigelbarriär då snigeln ogärna tar sig över dessa substanser.
På marknaden finns också många preparat baserade på järnfosfat blandade med smakämnen som gör att snigeln äter produkten. Järnfosfat förstör sniglarnas mag- och tarmsystem, och får dem därför att svälta ihjäl inom några dagar. Det är dessvärre kostsamt och vid större mängder är det bara ett mindre antal som dör. Vid stora populationer kan de vara helt omöjliga att utrota och det som mest påverkar beståndets storlek verkar vara mängden nederbörd – ju mindre nederbörd desto färre sniglar.
Det finns även djur som i vissa fall äter arten, som igelkottar, grävlingar, vildsvin, skalbaggar och vissa fåglar, speciellt myskanka och löpanka. Det är dock stor individuell variation bland dessa fåglar, vissa individer äter inte sniglar i någon större utsträckning. Det förekommer även ett biologiskt bekämpningsmedel, rundmaskarten Phasmarhabditis hermaphrodita som tillhör nematoderna. Maskarna parasiterar på sniglar som dör inom en till tre veckor efter att den infekterats då de utsöndrar bakterier inuti snigeln. Användandet av detta biologiska bekämpningsmedel tilläts i Sverige först 2008. Det är dock kostsamt och bör endast användas i cykler som sammanfaller med sniglarnas utveckling.
Mördarsnigel går även att äta, men detta kräver att den sköljs, rensas och kokas så grundligt att det i de allra flesta sammanhang inte är mödan värt. Tidningarnas Telegrambyrå publicerade i juli 2007 ett recept på mördarsnigel-toast, där krögaren David Kallós poängterade att han efter bästa förmåga försökt kamouflera snigelns egen smak med hjälp av olika kryddor.

### Status
För beståndet är inga hot kända. IUCN listar arten som livskraftig (LC).